# Кобеля Олександр Миколайович
Олександр Миколайович Кобеля (нар. 28 лютого 2002) — український футболіст, півзахисник клубу «Нива» (Тернопіль).

## Життєпис
Вихованець теребовлянської ДЮСШ та ФК «Тернопіль». У 2018 році виступав за «Тернопіль» в обласному чемпіонаті. Наступного року виступав за «Козову» в чемпіонаті Тернопільської області.
У 2020 році перейшов до теребовлянської «Ниви», у футболці якої виступав у чемпіонаті Тернопільської області та аматорському чемпіонаті України. Під час зимової перерви сезону 2020/21 років перейшов до «Ниви» з обласного центру. У футболці тернопільського клубу дебютував 10 квітня 2021 року в програному (1:2) виїзному поєдинку 21-го туру Першої ліги України проти київської «Оболоні». Олександр вийшов на поле в стартовому складі, а на 89-ій хвилині його замінив Андрій Малащук.